# Creative Zen
Pour les articles homonymes, voir Zen.

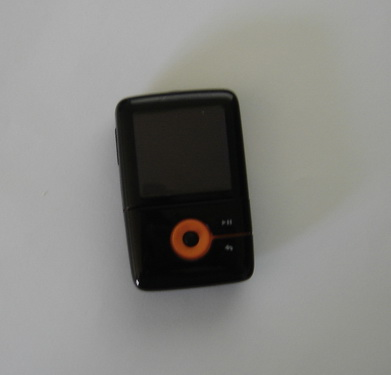
Un baladeur Zen : V Plus

Le Creative ZEN (anciennement connu sous le nom de Creative NOMAD Jukebox Zen) est une gamme de lecteurs audio numériques (aussi appelé baladeur numérique ou abusivement baladeur MP3) conçu et commercialisé par Creative Technology.

## Informations économiques
Le siège social de Creative Technology est à Singapour.

## Produits
Tous les produits sont compatibles avec les MP3 et WMA. Ils sont livrés avec des pilotes de périphériques et Creative MediaSource, un lecteur multimédia qui comprend la synchronisation et le transfert de compétences exclusivement pour les baladeurs. Tous les modèles sont certifiés PlaysForSure pour être compatible avec Windows Media Player par Media Transfer Protocol (MTP) et en soutenant le Janus DRM. Ils sont tous compatibles avec Windows.

### ZEN
Le ZEN, annoncé le 29 août 2007 pour le 14 septembre, est un lecteur à mémoire flash. Disponible dans des capacités de 2, 4, 8, 16 et 32 Go, il est le successeur du ZEN Vision[Quoi ?].
Le lecteur a une largeur de 3,26 cm, une hauteur de 2,16 pouces et 0,44 pouces d'épaisseur. Le ZEN est compatible avec les MP3, WMA, WAV et Audible 2, 3 et 4. Les formats pris en charge sont les formats vidéo MJPEG, WMV, et AVI.
Le ZEN comprend un module de tuner FM et un microphone et a la capacité de synchroniser les données de l'organisateur de Microsoft Outlook.

### ZEN Micro Photo
Le ZEN Micro Photo est mis sur le marché le 28 juillet 2005 en version 8 Go. La version actuelle du socle du Micro Photo est disponible en huit couleurs, notamment en gris, blanc, noir, bleu, rouge et rose.
Sa taille est de 51 × 83 × 17,2 mm. Son poids est de 115 g (avec la batterie). L'écran mesure 1,5" et affiche 262 144 couleurs.
Formats audio supportés : MP3, WMA, WMA-DRM, WAV, IMA ADPCM
Formats photo supportés : JPG et Slide Show

### ZEN Stone Plus
Bien qu'il soit légèrement plus grand que le ZEN Stone, le ZEN Stone Plus présente un design identique. Cependant, le ZEN Stone Plus possède un écran monochromatique OLED, un tuner FM intégré, un chronomètre et microphone intégré. Le ZEN Stone Plus dispose d'une autonomie maximale de 9.5 heures et est disponible avec les mêmes coloris que le Zen Stone. Il est sorti le 26 juillet 2007 Le Zen Stone Plus V2 embarque en plus un mini haut-parleur.

### ZEN Stone

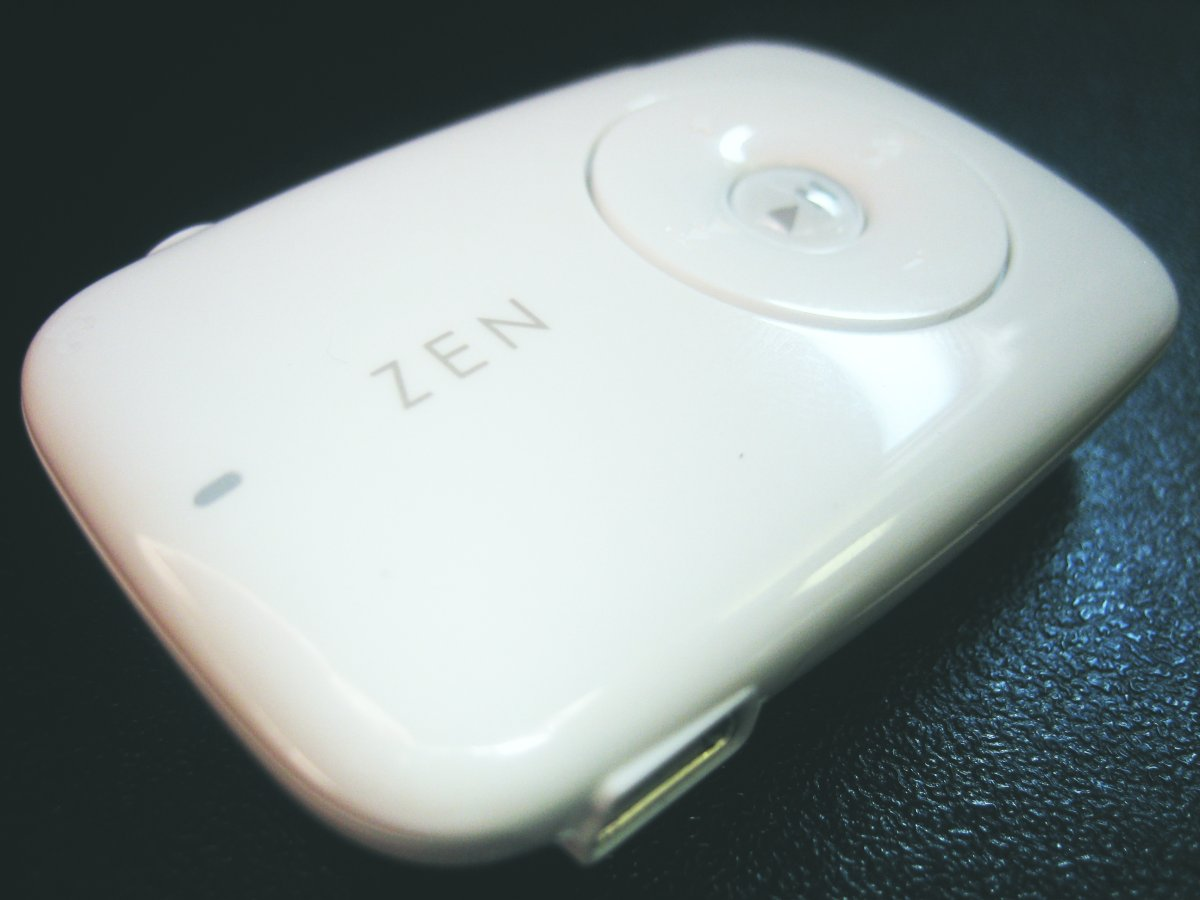
ZEN Stone (White)

Le ZEN Stone, sorti le 3 mai 2007, est un petit lecteur numérique sans écran de 1 ou 2 Go. Fait d'une coque en plastique, il est disponible en noir, blanc, bleu, rose, vert, et rouge. Le ZEN Stone est compatible avec les formats MP3, WMA, et Audible. Il possède une autonomie maximale de 11h.

#### Comparaison avec l'ancienne version

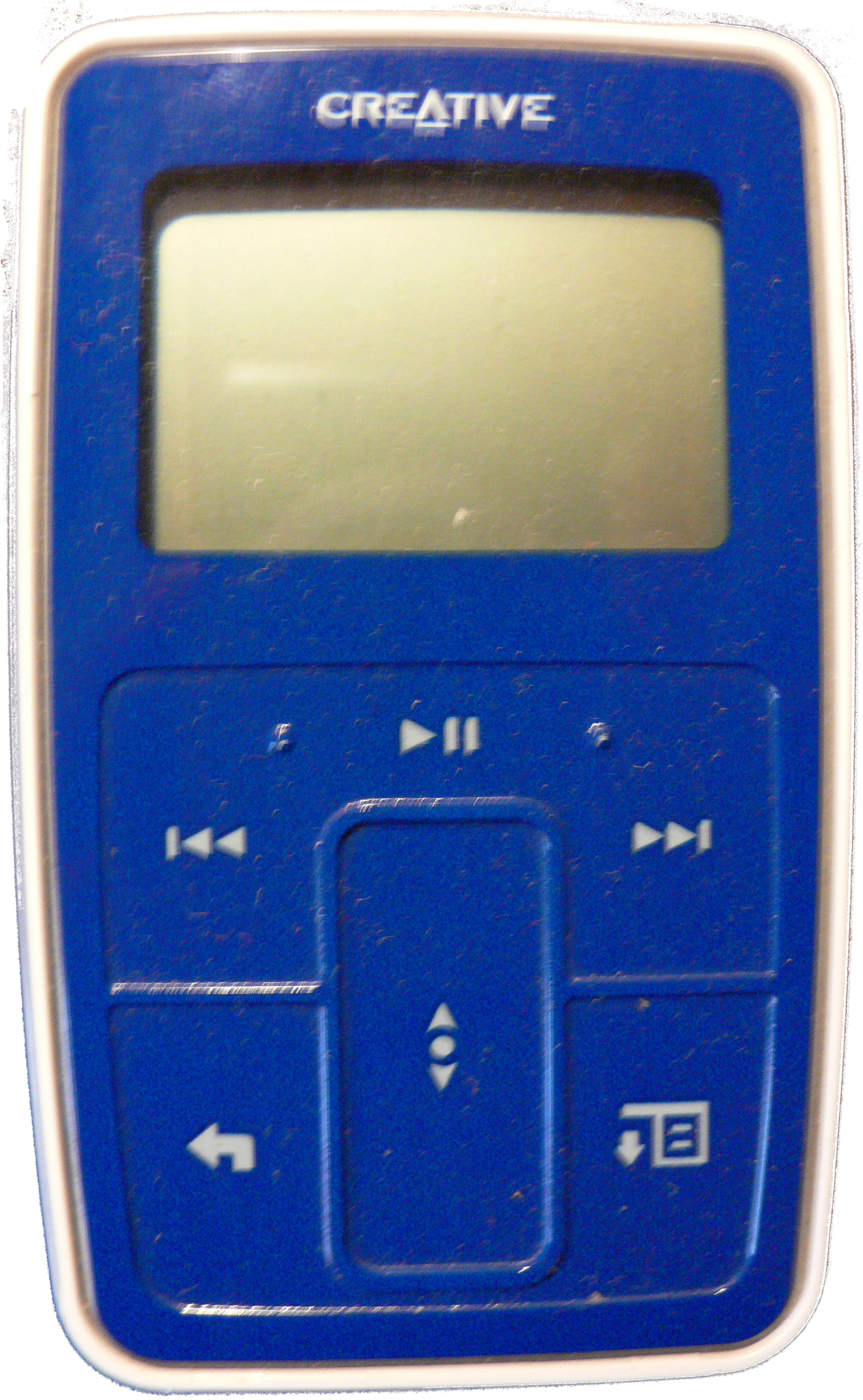
Un ZEN Micro bleu foncé avec écran noir et blanc

Son prédécesseur, le ZEN Micro, avec un écran plus petit, n'affiche que quelques couleurs, ou est noir et blanc, alors que le Micro Photo affiche jusqu'à 262 144 couleurs. Pour remédier au problème de l'absence de la basse dans le Zen Micro, Creative a également mis en place un dispositif Bass Boost. En raison de sa plus grande batterie, le temps de lecture continue possible passe à 15 heures, soit 3 heures de plus que son prédécesseur.

### ZEN X-Fi

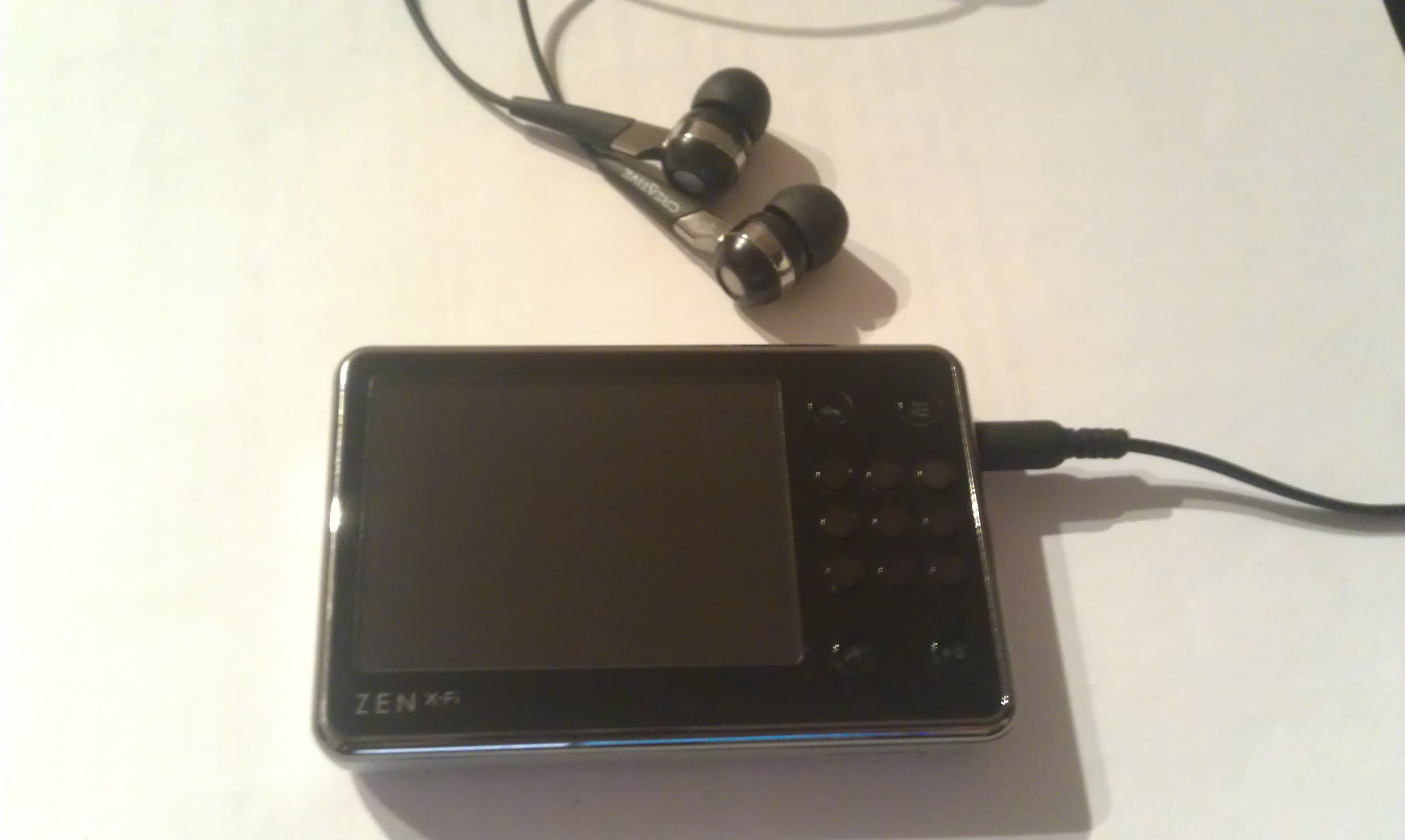
Le Creative ZEN X-Fi, 1re génération

Le ZEN X-Fi a été lancé le 10 juillet 2008. Basé sur le ZEN, il inclut la technologie X-Fi (permettant une amélioration de la qualité audio par l'ajout de filtres), le Wi-Fi et la discussion en ligne. Il est livré avec une paire d'écouteurs EP-830 et une enceinte intégrée. Ce baladeur permet la diffusion de médias en Wi-Fi depuis un réseau personnel. Il se décline en trois versions : 8 Go (sans Wi-Fi), 16 Go et 32 Go.
Une seconde version de ce modèle a été commercialisée, avec une interface revue. Avec un écran plus grand, le baladeur se dote d'une interface tactile, à l'instar de son plus grand concurrent, l'iPod.